# Aporetika
Aporetika (z řeckého aporetikos – nakloněný k pochybování, od aporos, bezradný, bez prostředků, a od aporeó nevědět kudy kam, váhat) je umění diskutovat a rozebírat obtížné problémy, které nemají řešení a s nimiž si nikdo neví rady. Dovednost vidět je bez předsudků a nepodléhat snadným zjednodušujícím "řešením". Později také synonymum pro skepticismus.
Aporetika charakterizuje Platónovy rané dialogy (Lachés, Charmidés, Lysis, Eutyfrón, Menón) a někteří badatelé se domnívají, že se k ní opět vrátil v pozdním věku, zejména v dialogu Theaitétos. V moderní filosofii se k aporetice hlásí například Jacques Derrida.
Aporétikové čili "pochybovači" se podle Diogena Laertského nazývali žáci Zenóna z Eleje, na rozdíl od dogmatiků, kteří vědí a učí. První považují svět za záhadný, druzí za srozumitelný.